# Dicyema paradoxum
Dicyema paradoxum är en djurart som tillhör fylumet rhombozoer, och som beskrevs av von Kölliker 1849. Dicyema paradoxum ingår i släktet Dicyema och familjen Dicyemidae. Inga underarter finns listade i Catalogue of Life.